# جورج أونيل (لاعب كرة قدم، 1923)
جورج أونيل (بالإنجليزية: George O'Neill)‏ (21 يوليو 1923 بليفربول في المملكة المتحدة - 2003) هو لاعب كرة قدم بريطاني (وحمل سابقاً جنسية المملكة المتحدة لبريطانيا العظمى وأيرلندا) في مركز مهاجم داخلي. لعب مع بورت فايل.